# Porteria albopunctata
Porteria albopunctata is een spinnensoort in de taxonomische indeling van de Desidae.
Het dier behoort tot het geslacht Porteria. De wetenschappelijke naam van de soort werd voor het eerst geldig gepubliceerd in 1904 door Eugène Simon.